# Jakuchō Setouchi
Jakuchō Setouchi (瀬戸内 寂聴?, Setouchi Jakuchō; Tokushima, 15 maggio 1922 – Kyoto, 9 novembre 2021) è stata una scrittrice e monaca buddista giapponese.
Divenne nota per il suo attivismo contro la guerra e per le sue idee femministe.

## Biografia
Nata come Harumi Setouchi (瀬戸内 晴美?, Setouchi Harumi) a Tokushima, nello Shikoku, in una famiglia specializzata nella vendita di arredi sacri, frequenta l'Università Cristiana Femminile di Tokyo e si laurea specializzandosi in letteratura giapponese. Si sposa, tramite matrimonio combinato, quando frequenta ancora l'università, e si trasferisce a Pechino con suo marito dopo la laurea. Torna in Giappone nel 1946 e divorzia dal marito a seguito di una relazione con uno degli studenti di costui. Si trasferisce poi a Tokyo per perseguire la carriera di scrittrice.
La sua carriera comincia con l'acclamata biografia letteraria della scrittrice moderna Toshiko Tamura (1884-1945), per cui ha vinto anche un premio. Una delle sue prime storie, Kashin (花芯?) del 1957, viene criticata come opera pornografica per via dell'utilizzo esplicito della parola "utero", e le ha valso il soprannome di shikyū no sakka (子宮の作家? "scrittrice dell'utero"). Setouchi esplora le profondità delle emozioni femminili, il desiderio provato dalle donne per gli uomini, e i rapporti promiscui. Ha inoltre scritto romanzi autobiografici in cui illustra le sue relazioni adulterine. Ha vinto il Premio per la Letteratura Femminile nel 1963 per uno dei suoi primi romanzi, Natsu no owari (夏の終り? La fine dell'estate), che ha venduto negli anni sessanta oltre un milione di copie ed è stato poi adattato in un film.
A causa delle tematiche controverse trattate nei suoi romanzi, Jakuchō viene esclusa per cinque anni dalle riviste letterarie prestigiose che pubblicavano racconti di letteratura alta (jun bungaku). Di conseguenza Setouchi si dedica in quel periodo alla scrittura di chūkan shōsetsu (romanzi nel mezzo, ovvero romanzi che si trovano a metà tra la letteratura popolare, detta taishu bungaku, e quella alta) per diverse riviste meno rinomate.
Durante la sua carriera ha anche ricevuto uno dei più prestigiosi premi letterari del Giappone, ovvero il Premio Tanizaki, per il romanzo Hana ni toe (花に問え?) nel 1992. Nel 2006 ha ricevuto il più alto elogio culturale, l'Ordine della Cultura, per il suo contributo nella letteratura giapponese. È anche stata presidentessa dell'Università di Tsuruga in Tsuruga, nella prefettura di Fukui, dal 1988 al 1992.
Nel 2008 ha cominciato a scrivere un keitai shōsetsu (romanzo per cellulare) intitolato Ashita no niji (明日の虹?), utilizzando lo pseudonimo "Purple".
Setouchi è inoltre la più recente scrittrice giapponese ad aver prodotto una traduzione in giapponese moderno del Genji monogatari (Storia di Genji, il principe splendente), che ha venduto oltre due milioni di copie.

## Ordinazione
In un'intervista Setouchi racconta che a causa di una crisi esistenziale ha iniziato cercare un significato più profondo alla sua vita, e ha preso i voti nel 1973 diventando una monaca buddista della scuola Tendai. Nel 2007 è stata assegnata come monaca al tempio Chūson, situato in Hiraizumi, nella prefettura di Iwate, e ha ricevuto il nome Jakuchō, che significa "ascolto silenzioso e solitario". Nello stesso periodo Setouchi è diventata anche un'attivista sociale, ha costruito un centro per le donne ed è diventata una consulente spirituale. Oggi è inoltre conosciuta per la sua opposizione alla pena di morte in Giappone e per il suo viaggio in Iraq dopo la guerra del Golfo per distribuire dei medicinali. A maggio del 2012 ha digiunato in protesta contro la riapertura delle centrali nucleari giapponesi in seguito alla crisi di Fukushima, paragonando l'evento alle bombe nucleari della seconda guerra mondiale.

## Genji monogatari
La sua traduzione vernacolare dal giapponese classico del Genji monogatari è stata pubblicata in 10 volumi nel 1998. In essa utilizza un linguaggio ed idiomi semplici e moderni, rendendo così il racconto accessibile a tutti. Setouchi ritiene che il romanzo originale sia non solo una forte voce femminista ma anche una protesta contro le condizioni della donna all'interno di una ''società maschilista''. Per questo motivo mette in risalto le eroine del racconto rispetto al protagonista maschile Genji. Il romanzo è stato un best seller ed ha venduto oltre due milioni di copie grazie non solo alla nuova interpretazione che mette in evidenza il lato erotico della storia, ma anche alla vasta campagna pubblicitaria dedicata all'opera.

## Opere

### Romanzi
- Kashin, (花芯), 1958.
- Toshiko Tamura, (田村俊子), 1961.
- Natsu no Owari, (夏の終り), 1963.
- Hana ni toe, (花に問え), 1992.

### Traduzioni
- Nippon no koten ・ towazugatari gendaigoyaku, (日本の古典・とわずがたり現代語訳), 1973.
- Haha to musume to iu kankei,, (母と娘という関係), traduzione di "Perfect woman" di Colette Dowling, 1990.
- Gendaigoyaku Genji monogatari, (現代語訳源氏物語), 10 volumi, 1997-98.

### Opere tradotte in italiano
- La fine dell'estate, (夏の終わり Natsu no owari), Vicenza, Neri Pozza, 2006  [1963], OCLC 799489060.
- La virtù femminile, (女徳 Jotoku), BEAT, 2014  [1963], OCLC 956227723.
- Il monte Hiei, (比叡 Hiei), Vicenza, Neri Pozza, 2005  [1979], OCLC 799215182.

## Premi
- 1961 Premio Tamura Toshiko per Tamura Toshiko[4]
- 1963 Premio per la Letteratura Femminile per Natsu no Owari[4][6]
- 1992 Premio Tanizaki per Hana ni Toe[3][4]
- 1997 Ordine della Cultura Nazionale (文化功労賞 ?, "Bunka Kōrōshō")[4]
- 2001 Premio Noma (野間文芸賞?, Noma Bungei shō) per la letteratura per Basho[4]
- 2006 Premio internazionale Nonino[4]
- 2006 Ordine della Cultura del Giappone[3]